# Соколов, Николай Дмитриевич (полный кавалер ордена Славы)
Никола́й Дми́триевич Соколо́в (1923 — осень 1952) — участник Великой Отечественной войны, полный кавалер ордена Славы.

## Биография
Родился в 1923 году в посёлке Матвеев Курган, ныне Матвеево-Курганского района Ростовской области в крестьянской семье. Русский. Окончил 7 классов.
В марте 1942 года был призван в Красную Армию Матвеев-Курганским райвоенкоматом. Воевал на Южном и 1-м Украинском фронтах. Член ВКП(б) с 1943 года. В июле 1942 года был легко ранен и вскоре вернулся в строй. К лету 1943 года воевал в составе 221-й отдельной разведывательной роты 127-й стрелковой дивизии, с которой прошёл до Победы.
До июля 1943 года дивизия держала оборону по реке Миус. В ночь на 7 июля красноармеец Соколов участвовал в ночном поиске, был в составе группы захвата языка. Одним из первых ворвался в ход сообщения, гранатами и огнём из автомата уничтожил несколько гитлеровцев. Разведгруппа уничтожила несколько блиндажей, 12 гитлеровцев, захватила трофеи и пленного. За этот поиск Соколов получил первую боевую награду — медаль «За отвагу», хотя был представлен к награждению орденом Красной Звезды.
Во второй половине июля, а затем и в августе 1943 года в составе дивизии разведчик Соколов участвовал в прорыве обороны на реке Миус, освобождении городов Донбасса — Чистякова (ныне — Торез), Шахтёрска, Енакиева, Горловки. Был ранен в шею, после выздоровления вернулся в свою роту. В сентябре 127-я стрелковая дивизия была выведена в резерв и в ноябре направлена на 1-й Украинский фронт.
12 декабря 1943 года старший сержант Соколов, действуя в составе разведгруппы, первым ворвался во вражескую траншею. Лично истребил огнём из автомата до 7 гитлеровцев, гранатами взорвал блиндаж и уничтожил станковый пулемёт. Группа захватила контрольного пленного, гранатомёт и ценные документы.
Приказом по войскам 94-го стрелкового корпуса (№ 04/н) от 17 декабря 1943 года старший сержант Соколов Николай Дмитриевич награждён орденом Славы 3-й степени.
В декабре 1943 года дивизия принимала участие в Житомирско-Бердичевской операции, в освобождении Житомира.
11—13 января 1944 года старший сержант Соколов в составе разведгруппы участвовал в поиске в тылу врага, группа проникла на глубину до 20 км. В этом разведвыходе лично и совместно с группой провёл несколько наблюдений за передвижениями противника, разведал несколько населённых пунктов. В столкновении с группой гитлеровцев уничтожил 5 гитлеровцев. Был представлен к награждению орденом Славы 2-й степени, приказом командира дивизии награждён орденом Красной Звезды.
В дальнейшем разведчик Соколов в составе своей части участвовал в Проскуровско-Черновицкой операции, освобождении города Проскуров (ныне — Хмельницкий) и Львовско-Сандомирской операции. Во время наступления в июле 1944 года старший сержант Соколов непрерывно выполнял задания командования по разведке, лично захватил 2 контрольных пленных и доставил командованию ценные документы противника. Был награждён орденом Отечественной войны 2-й степени.
В дальнейшем дивизия была выведена в резерв. В феврале 1945 года участвовала в Нижнесилезской наступательной операции. В этих боях разведчик Соколов вновь отличился.
10 февраля 1945 года старший сержант Соколов в составе разведгруппы скрытно форсировал реку Одер и первым ворвался в населенный пункт Рейнберг[уточнить]. В уличном бою уничтожил 5 гитлеровцев и пулемётную точку. 19 февраля со своим взводом переправился через канал, связывающий озеро Санд-Зее с рекой Бобер. Решительной атакой разведчики выбили заслон; преследуя отступающего противника, ворвались в населенный пункт Зеедорф. Своими действиями обеспечили быстрое продвижение подразделений к реке Нейсе. 21 февраля лично проник в тыл противника, установил состояние мостов, переправ и брода через реку Нейсе.
Приказом по войскам 3-й гвардейской армии (№ 48/н) старший сержант Соколов Николай Дмитриевич награждён орденом Славы 2-й степени.
Утром 9 апреля 1945 года старший сержант Соколов во главе группы разведчиков под огнём противника переправился на западный берег реки Нейсе у населенного пункта Шейно[уточнить]. Разведчики сходу атаковали пулемётную точку гитлеровцев. Соколов лично уничтожил 5 гитлеровцев и гранатой — огневую точку. Захватил в плен пулемётчика, который дал ценные сведения. За этот поиск был представлен к награждению орденом Славы 1-й степени.
В дальнейшем в составе своей части участвовал в Берлинской операции: форсировании реки Шпрее, в боях за город Котбус. Войну закончил в столице Чехословакии городе Прага.
Указом Президиума Верховного Совета СССР от 27 июня 1945 года за образцовое выполнение заданий командования на фронте борьбы с немецкими захватчиками и проявленные при этом доблесть и мужество старший сержант Соколов Николай Дмитриевич награждён орденом Славы 1-й степени. Стал полным кавалером ордена Славы.
После Победы продолжал службу в 34-м гвардейском Дрезденском стрелковом корпусе, дислоцированном в Ровненской области Украины. В январе 1947 года, находясь в самовольной отлучке, с двумя сослуживцами участвовал в ограблении местного жителя. Военным трибуналом 34-го гвардейского стрелкового корпуса был осуждён по статье 174 ч. 3 УК УССР и приговорён к 8 годам с содержанием в исправительно-трудовых лагерях.
Указом Президиума Верховного Совета СССР от 19 августа 1950 года за проступки, порочащие звание орденоносца, согласно «Общему положению об орденах СССР» Соколов Николай Дмитриевич был лишён наград. После освобождения по амнистии жил на родине — в поселке Матвеев-Курган.
Скончался осенью 1952 года.